# Mykoprotein

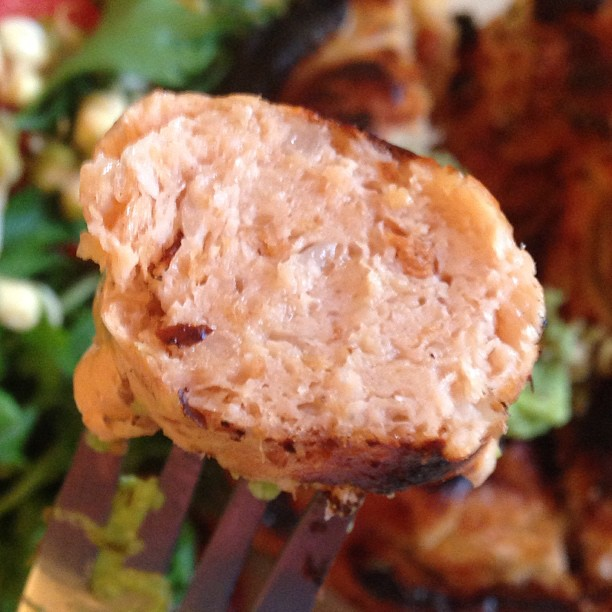
Mykoprotein framställt och serverat som köttersättningsprodukt.

Mykoprotein (av grekiska myʹkēs ’svamp’), också kallat mycel-baserat protein eller svampprotein, är ett protein från ätliga filamentösa svampar som framställs genom aerob fermentering för mänsklig konsumtion. Termen mykoprotein täcker alltså många olika filamentösa svampar med olika karaktärer och inte endast den mest kända, Fusarium venenatum, som används i Quorns produkter.
Trots att mykoproteinbaserade produkter ofta hänvisas till som växtbaserade är detta per definition felaktigt eftersom svampriket, inkluderat de fruktbärande svampar som plockas i skogen, jästsvampar och mögelsvampar, inte tillhör varken djur- (Animalia) eller växtriket (Plantae), utan håller sig på sin egen kant.  Med det sagt ska mykoprotein inte heller förväxlas med produkter som är baserade på fruktkroppen från svamp (engelska mushroom), eftersom mykoprotein är baserat på den vegetativa tillväxten, kallat mycel eller mycelium, som kan jämföras med rötterna av organismen. Metaforiskt sett är en jämförelse mellan fruktkroppen från svampen och myceliet som att jämföra ett äpple med rötterna på äppelträdet.

## Marknad

### Historia
Upptäckten av mykoprotein var ett resultat av att "Den Gröna Vågen"-inspirerade brittiska forskare letade efter ett hållbart alternativt protein som skulle motverka den globala kris som tillkommit som ett resultat av ökad global population, matbrist och växthusgasutsläpp. Tim Finnigan, före detta Chief Scientific Officer på Marlow Foods, har i intervjuer och artiklar tidigare beskrivit hur dessa forskare gjorde tester på över 3000 jordorganismer världen runt innan de hittade Fusarium venenatum: en svamp som växer i filament (långa trådlika celler) och som effektivt omvandlar stärkelse till en fiberrik, köttliknande och proteinrik ingrediens. År 1985, nästan 20 år senare, blev Marlow Foods först med att lansera en mykoproteinbaserad produkt på marknaden, under namnet Quorn. 

### Idag
I takt med att Quorns patent löper ut och behoven för alternativa proteinkällor ökar med global populationstillväxt, utsläpp och vattenanvändning har flera nyetablerade företag över hela världen börjat utveckla mykoproteinbaserade ingredienser och produkter med hjälp av nya teknologier och nya stammar av svamp. Det Göteborgbaserade företaget Mycorena tillverkar sin varumärkesskyddade proteiningrediens Promyc, och har samarbetat med jättar som både ICA och Atria för att främja både produktion och konsumtion av svensk hållbar mat. Globalt sett finns också företag som skotska ENOUGH, som producerar mykoprotein-ingrediensen ABUNDA i Holland, det spanska företaget Libre och amerikanska MyForest Foods. De två sistnämnda har valt att släppa sina produkter själva, medan Mycorena och ENOUGH istället har valt att sälja sina ingredienser via en tredje part. 

## Produktion & syntes
Det går att dra många paralleller mellan ölproduktion och produktion av mykoprotein. Båda tillverkas i kärl av stål under sterila förhållanden. Däremot är de svampar som mykoprotein produceras av aeroba organismer och behöver syre för att växa och bilda protein, medan jäst som används vid ölbryggning istället för att växa till sig omvandlar de tillsatta substraten till alkohol och naturliga smakämnen som estrar och fenoler. Vid tillverkning av mykoprotein behövs också, precis som vid ölbryggning, någon slags kolkälla, ofta i någon form av socker eller stärkelse. Utöver det behövs också någon form av kväve och essentiella vitaminer och mineraler. Parametrar såsom omrörning, pH och temperatur är också viktigt för att uppnå optimal tillväxt.
Vid skörd är svampen tvättad och värmebehandlad för att reducera innehållet av ribonukleinsyra (RNA) enligt säkerhetsbestämmelser. Stegen efter detta varierar och kan vara unika för företagens egna processer. Olika smaker och smaker kan läggas till mykoproteinet för att skapa variation. 
En reproducerbar mutation uppstår efter 1 000 till 1 200 timmars odling i F. venenatum som kraftigt minskar hyflängden i organismen, vilket anses vara ogynnsamt för produktionen. Under normala förhållanden kommer denna mutanta stam snabbt att förskjuta moderstammen. Att ersätta ammoniak med nitrat som kvävekälla, eller komplettera ammoniumkulturer med pepton, förhindrar denna mutanta stam från att ta om produkten, men tillåter fortfarande utveckling. Alternativt kan uppkomsten av mutanten försenas av selektionstryck såsom näringskoncentrationer eller pH-nivåer. 

## Sensorik, nutrition & hälsa
Myceliets rotliknande struktur resulterar i att både textur och näringsinnehåll av mykoprotein skiljer sig mycket från växtbaserade produkter. Den trådliknande strukturen gör det därmed möjligt att skapa både vegetariska och veganska produkter med liknande fibrösa textur som den av kött. Eftersom mykoprotein dessutom innehåller höga halter protein och fibrer, och låga halter fett, kolesterol, natrium och socker så stämmer näringsinnehållet bra överens med de nuvarande kostrekommendationerna. Dessa näringsmässiga fördelar har nämnts i bland annat FN:s miljöprogram (engelska United Nations Environment Programme, UNEP), tillsammans med flera studier som visat att ett intag av mykoprotein är associerat med hälsofördelar såsom sänkta blodvärden vad gäller kolesterol, socker och insulin. F. venenatums höga fiberinnehåll har också potential för att hantera blodsockernivåer. Mekanismen som kopplar samman fiberinnehållet och F. venenatums effekt på att hantera glykemi och insulinemi är inte helt klarlagd, men den är känd för att minska hastigheten för glukosabsorption och insulinutsöndring och det hjälper till att mildra den maximala gränsen en mängd insulin kan bearbeta glukos, känd som insulintopp. 
I en översiktsartikel publicerad i The Food Technology Magazine 2001 summeras hur en expertpanel utvärderar hållbarhetsaspekterna av mykoprotein av varumärket Quorn inför livsmedelsklassning i USA. I denna utvärdering ingick en kontroll av proteinkvalitet med hjälp av både Protein Digestibility-Corrected Amino Acid Scoring (PDCAAS) och en voluntärstudie på människor. Utvärderingen visade att mykoprotein har en exceptionell aminosyraprofil och en PDCAAS-poäng på 0,91 baserat på en 78 % matsmältningsgrad, jämförbar med PDCAAS-poängen för både sojaböna och nötkött. Dessutom visade det sig att fettsyraprofilen från mykoprotein är mer lik vegetabiliska än animaliska fetter eftersom det innehåller låga andelar mättade fetter och högre andelar enkel- och fleromättade fetter. 
I samma översiktsartikel nämns också, liksom i mer nyligen publicerade artiklar, att mykoprotein innehåller inga eller väldigt låga nivåer av fytinsyror (också kallat fytater), som är en stor bov inom kategorin antinutrienter och finns i många växtbaserade proteinkällor. Detta innebär att till skillnad mot vissa bönor och linser så leder inte intag av mykoprotein till blockerat upptag av essentiella mineraler såsom järn, zink, kalcium och magnesium. 
Under optimala förhållanden kan mykoprotein från F. venenatum bestå av upp till 42 % protein samtidigt som den fungerar som ett prebiotiskt material för nedre tarmen. 
Texturen och smaken av mykoprotein kan variera eftersom olika producenter använder olika svampstammar för att producera sina ingredienser och produkter. Det amerikanska företaget Nature's Fynd som grundades i Chicago 2021 producerar, exempelvis, sitt mykoprotein kallat Fy Protein på mycelium från Fusarium yellowstonensis, en extremofil organism som upptäcktes i Yellowstone Nationalpark, medan Meati Inc sedan 2022 producerar sin produkt på svampen Neurospora crassa baserad på teknologi patenterad av The Better Meat Co.  Texturen och smaken är också influerad av de processteg som tar vid efter värmebehandlingen som sker direkt efter skörd. Enligt Välj Vego ska Mycorenas Promyc ha en neutral smak och köttliknande konsistens.

### Allergi, hypersensitivitet & toxiner
Hypersensitivitetsreaktioner till följd av intag av mykoprotein är väldigt ovanliga, även om det finns fall hos människor som är allergiska mot mögelsvampar eller andra typer av svamp. För majoriteten av individer är mykoprotein en säker proteinkälla. Faktum är att 72,4 % av de allergiska reaktioner och 67,6 % av de gastrointestinala reaktioner (reaktioner relaterade till mag- och tarmkanalen) som blivit rapporterade efter intag av Quorns produkter skedde vid individens första intag av dessa. Detta är en indikation av korsallergi med andra antigener, med andra ord en reaktion kopplad till tidigare allergier. Det sker en kontinuerlig kontroll för potentiella allergiska reaktioner, som kan yttra sig som allt ifrån magont, illamående och kräkningar till allvarliga astmatiska reaktioner, speciellt korsat med inandning av mögelsporer från andra svampar.
Några få, men långt ifrån alla, svampar som används vid produktion av mykoprotein kan producera mykotoxiner i låga koncentrationer. Vissa stammar av F. venenatum, svampen som används i Quorns process, har visats ha mykotoxinproducerande gener, men stammen som används för att producera Quorns produkter producerar inte mykotoxiner under förhållanden optimala för mykotoxinproduktion. Trots det, och trots att produktion av mykoprotein inte sker under dessa förhållanden, kontrolleras nivåerna av mykotoxiner kontinuerligt var sjätte timme. Svampen Fusarium yellowstonensis som används i Nature's Fynds produktion, å andra sidan, är ett av många exempel på svampstammar som har låg risk för att framkalla allergi och inga mykotoxiner har upptäckts under analys av proteinet.

## Lagstiftning & direktiv
Trots att mykoprotein anses vara en del av den nya generationsens proteiner har de flesta mikroorganismer som används för mykoprotein använts i årtionden, en del i århundraden. Därför faller dessa organismer inte under Europeiska unionens Novel Food Regulation. Mykoprotein har dessutom varit klassat som GRAS (engelskan Generally Recognized as Safe) av the Food and Drug Administration i USA sedan 2002.
Globalt sett har mykoprotein inte blivit fullt erkänt som den tillräckliga proteinkälla det är, trots sitt övertag vad gäller nutrition, hållbarhet och hälsa. En översiktsartikel publicerad tidigt 2022 diskuterar bristen på global likriktning vad det kommer till kostråd. Författaren, granskad av Marlow Foods, påpekar att de globala råden vad gäller proteinintag tenderar att vara dikotomiska, det vill säga att de uteslutande jämför animala och växtbaserade proteiner, och därmed utesluter alternativa proteiner så som mykoprotein. Därför kräver författaren att mykoprotein ska vara inkluderat i den kommande rapporten EAT-Lancet 2.0, förväntad under 2024, och en del av de nordiska kostråden.
Denna artikel är inte det enda ropet efter ett erkännande av mykoprotein. Under 2022 bildade flera företag som alla vill bana väg för fermentering av filamentösa svampar för ökad hållbarhet inom livsmedelsproduktion en ny branschorganisation: The Fungi Protein Association (FPA). Ett uppdrag organisationen tagit sig an är att gemensamt förespråka mykoprotein i offentliga forum. Organisationen grundades bland annat av tidigare nämnda företag, såsom Quorn, ENOUGH och Mycorena, men också företag såsom The Better Meat CO., Prime Roots och Nature’s Fynd. Två av medlemmarna, Mycorena och Quorn, publicerade 2022 ett öppet brev för att driva på att kommittén som står bakom de nordiska kostråden ser över sitt urval av rekommenderade proteinkällor och inkluderar svampderiverade proteiner i kostråden. Kommittén svarade med att inkludera mykoprotein som en källa av alternativt protein i kostråden publicerade i juni 2023.

## Hållbarhet & miljöpåverkan
Flera producenter av mykoprotein har rapporterat att mykoproteinproduktion har en miljöpåverkan (inkluderat markanvändning, vattenkonsumtion och växthusgasutsläpp) som är 90 procent lägre än nötköttsproduktion. En studie publicerad i tidningen Nature 2022 visade dessutom att om 20 procent av per-capita-intag av idisslande djur, såsom nötkött, ersätts av mykoprotein skulle detta resultera i en 50-procentig minskning av skogsskövling och koldioxidutsläpp, utöver minskningen av metanutsläpp till följd av minskad idissling.